# Persicaria amplexicaulis
Persicaria amplexicaulis là một loài thực vật có hoa trong họ Rau răm. Loài này được (D.Don) Ronse Decr. mô tả khoa học đầu tiên năm 1988.